# 偏頭痛
偏头痛是一种反复发生并伴有多种神经系统表现的常见原发性头痛。偏头痛的症状不限于偏于一侧的头痛，其表现为单侧或双侧搏动性头痛，并常伴有恶心、呕吐、畏声、畏光，且活动后加重，安静休息时较可缓解，一般持续4～72h。
术语 migraine 源于古希腊语（hēmikranía），义为“头部一侧的疼痛”，词根  （hemi-），义为“一半”，（kranion），义为“颅骨”。

## 先兆、体征和症状
通常这种头痛为单侧性质（仅涉及一侧头部），并伴有搏动，可持续2-72小时。相关症状可能包括恶心、呕吐、对光线更加敏感、对声音更加敏感，且肢体活动会加重疼痛的感觉。三分之一的偏头痛患者均能感到病症先兆：短暂的视觉、感觉、语言或肢体障碍都意味着头痛即将发作。
偏头痛通常是局部、反复发作和自限性的严重头痛，并伴有自主神经系统的相关症状。有偏头痛史的人群中有15-30%都有病发先兆并且，有偏头痛病发先兆的人群，还经常出现无先兆即发病的情况。疼痛剧烈程度、头痛持续时间和发作频率则因人而异。持续时间超过72小时的偏头痛被称为偏头痛持续状态。偏头痛可能有四个阶段，尽管在发病时并非所有阶段都会出现，它们是：
1. 前驱症状，即在头痛发作几小时前甚至几天前的症状
2. 先兆，即紧挨着头痛的症状
3. 疼痛阶段，即所谓的头痛阶段
4. 后期症状，即偏头痛发作后的影响

### 前驱症状阶段
前驱症状见于约60%的偏头痛患者，通常在疼痛或先兆出现之前两天至两个小时以内出现这些症状可能包括各种情况，如情绪变化、易怒、重性抑郁障碍或欣快、疲倦、特别希望吃到某种食物、肌肉僵硬（特别是颈部肌肉）、便秘或腹泻、对某种气味或噪音敏感等。无论有无先兆偏头痛均有可能出现这些症状。

### 先兆阶段
| 对之字形堡垒构造的夸张回忆         | 虚性暗点，对该构造失去自身的感知 |
| 实性暗点，在自身感知上增添了新构造 | 失去对其中半边构造的感知         |

所谓“先兆”是一种暂时的局部神经现象，通常发生在头痛发作之前或发作之时。它们在一段时间内逐渐出现，通常持续时间不超过60 分钟。这些症状可能是视觉上、触觉上或是行为上的，许多人都可能感到多种先兆。视觉影响是最为常见的先兆，在99%的病例中都会出现，且有一半以上的案例仅出现视觉影响先兆。视觉干扰通常包括闪辉性暗点（视野中局部区域出现闪烁现象）。这种情况多单眼发生或双眼同侧半视野中先有一小点闪光，呈锯齿状逐渐扩大。闪辉可能是单色或者彩色的，背景明亮。在闪光渐渐消失的轨迹中可见一暗点，暗点占半侧视野，形成偏盲，偏盲不越过垂直正中线，视野其它部分可能出现视野模糊的情况。
触觉先兆则是第二大常见先兆，在有先兆的偏头痛案例中占到了30-40%的比例。患者通常感到手掌或手臂一侧出现针刺式刺痛，然后这种感觉会扩散至同一侧的口-鼻区域。刺痛产生后，会出现位置觉丧失，并出现肌肉麻木的情况。先兆阶段的其它症状还包括：言语错乱、眩晕，以及不太常见的肢体协调困难。若出现肢体协调困难症状，则意味着这可能是偏瘫性偏头痛，患者虚弱的状态通常比一般先兆所导致的偏头痛要更长一些。先兆出现后，头痛没有紧接着发作的情况非常罕见，这种即所谓的无症状性偏头痛。

### 疼痛阶段
典型的偏头痛是单侧性的、搏动性的，从轻微疼痛慢慢变成剧烈疼痛。通常，头痛发作之初痛感轻微，但随着体力活动的增多，头痛则日益剧烈。但有超过40%的病例中，头痛可能是双侧性的，并伴有颈部疼痛。单侧性偏头痛在无先兆偏头痛患者中非常常见。主要在后脑勺和头顶出现的头痛比较少见。成年人的头痛时间通常持续4-72小时，但儿童的头痛持续时间则通常少于1 小时。头痛发作频率因人而异，有的人可能一生只发生几次，有的人则可能一周发作好几次，而平均水平为每个月一次。
头痛时，通常伴有恶心、呕吐、恐光，恐声、嗅觉敏感、疲乏和易怒的情况。在基底型偏头痛中，即与脑干神经系统症状相关的，或与身体两侧神经系统症状相关的偏头痛，常见的症状包括：眩晕、天旋地转、头晕目眩和意识模糊。近90%的患者均有恶心的感觉，而三分之一的患者则有呕吐的现象。
许多人在发病时愿意找一个光线黯淡而舒适安静的房间待着。其它症状还包括：视线模糊、鼻塞、腹泻、尿频、脸色苍白或出汗；还可能出现头皮肿胀或敏感，以及颈部僵硬的情况。相关症状在老年人群中比较少见。

### 后期症状阶段
主要头痛阶段结束后，偏头痛的影响可能会持续好几天；这被称之为偏头痛后期症状阶段。许多患者称偏头痛的部位在发作后会出现酸痛的情况，还有人认为头痛过后，思维会受到一定影响。患者还可能会感到疲劳或“宿醉”的感觉，出现头痛、认知难度、消化道症状、情绪变化和虚弱无力的情况。简而言之，“有些人在头痛发作后会感觉异常神清气爽或欢欣愉快，而其他人则会感到抑郁和不适。”

## 病因与机制
偏头痛的病因被认为是环境因素和遗传因素的综合作用所致。大约三分之二的病例都有遗传因素的原因。荷尔蒙水平的波动也可能是一个因素：在青春期之前，受到偏头痛影响的男童比女童要稍多，但在此之后，受到偏头痛影响的女性则比男性要多出两至三倍。通常在怀孕期间，偏头痛的影响会减弱。偏头痛的准确致病原理目前尚不得而知。但人们普遍认为这是因为神经血管紊乱所导致的。目前主要的病理将其解释为大脑皮层的兴奋度增强，以及脑干中三叉神经核里的神经元的痛感控制异常。
偏头痛的病因目前尚不得而知，但据称它们可能是由环境因素和遗传因素综合导致的。三分之二的病例都有家族遗传的因素，很少是因为一种基因缺陷而导致的。该病症还与一些心理状态有所联系，包括：抑郁、焦虑和躁郁症正如许多生物事件或生物触发一样。

### 遗传学
针对双胞胎的研究中，有34%-51%的遗传因素表明他们可能会患偏头痛。比起无先兆偏头痛，这种遗传关系在有先兆偏头痛中表现得更为明显。一系列特殊的基因变异更是逐渐的增加了患病风险。
单基因病导致的偏头痛尚属罕见。其中之一就是家族性偏瘫型偏头痛，这是一种有先兆偏头痛，属于常染色体显性遗传现象。这种生理失调的情况与离子转移中导致的蛋白质基因编码变异相关联。另一种导致偏头痛的基因失调是CADASIL综合症，或伴皮质下梗死及白质脑病常染色体显性遗传性脑动脉病。

### 触发
偏头痛还可能是触发引起的，有些人指出很少出现这种现象，而其他病患则经常出现这种现象。许多事情都可以被看作是触发原因，但这种触发因素和偏头痛之间的联系强弱和重要性仍具有不确定性。触发因素可能在发病症状开始24小时前发生。

#### 生理因素
常见的触发因素包括压力、饥饿、疲乏（这也可能导致紧张性头痛）。偏头痛在月经来潮时更易出现。其它荷尔蒙的影响包括月经初潮、口服避孕药的使用、怀孕、绝经前期和更年期。这些荷尔蒙的影响似乎在无先兆偏头痛中表现得更加明显。偏头痛通常在孕中期和孕晚期或在更年期之后不太可能出现。

#### 饮食因素
对饮食触发的综述指出这方面的证据通常是基于主观评价，还不足以认定或否认任何特别的触发因素。对于某些特别的化学物质，尚无证据证明酪胺对偏头痛的影响，但味精（MSG）却常被认为是偏头痛的一个饮食触发，然而，这方面的证据也并不一致。

#### 环境因素
室内外环境中可能触发偏头痛的因素已被证明为缺乏足够的证据，但医生仍旧建议偏头痛患者可以在室内空气质量和采光方面采取一定的预防性措施。曾经有人认为，聪明的人更易患偏头痛，但这种说法目前并无根据。

## 病理生理学

皮质扩布性抑制的动画

偏头痛被认为是一种神经血管性疾病。有证据表明，其致病机理是从大脑内部开始，然后传播到血管。有些研究人员认为神经元机能起着关键的作用，而其他研究人员则认为血管起着关键作用；亦有认为两者都很重要的。一般来说，神经递质血清素（5-羟色胺）的水平越高，越易引起偏头痛。

### 先兆
皮质扩布性抑制，或Leão扩散性抑制是指神经元活跃性突然增强，后又转为不活跃状态，这种情况常出现在有先兆的偏头痛中。这种情况有多种解释，包括NMDA受体的激活导致钙质进入细胞。细胞活跃度加剧后，该区域大脑皮层中的血流量将在接下来的2至6小时内减少。当这种去极化作用传播到大脑下侧时，即可触发头部和颈部的疼痛感神经。

### 疼痛
偏头痛的准确致病机理目前尚不得而知。有些证据显示，中枢神经系统结构（如脑干和间脑）起着主导作用，而其它数据则支持周边激活理论（如通过围绕在头部和颈部血管周围的感觉神经激活）。可能触发头痛的血管包括：硬膜动脉、软膜动脉和颅外动脉，如头皮动脉等。颅外动脉的血管舒张尤其被认为是重要致病原因。

## 诊断
偏头痛的诊断主要基于体征和症状。神经成像检验可偶尔采用，以排除头痛的其它病因。一般均认为一定数量的患者尚未得到诊断。
而无先兆偏头痛的诊断则可按照国际头痛协会规定的下列“5，4，3，2，1标准”来判断：
- 发作五次或五次以上——偏头痛有先兆，发作两次即足以给出诊断。
- 持续时间长达四小时至三天
- 满足以下两种或两种情况以上的：
  - 单侧（仅影响头部一侧）；
  - 搏动；
  - “适度疼痛或剧烈疼痛”；
  - “肢体活动可加剧疼痛或肢体活动出现障碍”
- 出现以下一种或多种情况：
  - 恶心和/或呕吐；
  - 同时对光线（恐光）和声音（恐声）敏感

若某人出现以下两种情况：一天之内出现恐光、恶心或工作/学习困难的症状，则基本可以做出诊断。出现以下五种症状中的四种：搏动头痛持续约4–72小时；头部一侧疼痛、恶心或出现影响个人生活的症状，则偏头痛的可能性为92%；若上述症状中只占了三个，则偏头痛的可能性为17%。

### 分类
1988年，人们对偏头痛进行了首次全面的分类。国际头痛协会于2004年对头痛进行了再次分类。根据这个分类，偏头痛与紧张型头痛和丛集性头痛和一些其它类型的头痛被认为是主要头痛类型。
偏头痛则被划分为七种类型（有些类型下面甚至还有子类型）：
- 无先兆偏头痛，又称“一般性偏头痛”，是不伴有先兆的偏头痛
- 有先兆偏头痛，又称“经典偏头痛”，即伴有先兆出现的偏头痛。比较少见的情况是，先兆之后不出现头痛症状，或先兆之后出现的为非偏头痛型头痛症状。其它两种类型是家族性偏瘫型偏头痛和散发性偏瘫性偏头痛，这种偏头痛的患者患病时通常伴有先兆和行动困难。若患者的近亲属出现同样症状，即为“家族性”，否则即为“散发性”。另外一种类型是基底动脉型偏头痛，即出现头痛和先兆症状时通常伴有构音障碍、眩晕、耳鸣或其它一些与脑干相关的症状，但没有行动困难的问题。这种类型的偏头痛最初被认为是由于基底动脉痉挛导致的，该动脉是支持脑干的动脉。[30]
- 常被认为是偏头痛前兆的儿童时期周期性症状包括周期性呕吐（偶尔出现剧烈的呕吐症状），腹型偏头痛（腹部疼痛，通常伴有恶心症状），以及儿童时期出现的良性阵发性眩晕（偶尔感到眩晕）。
- 视网膜偏头痛即伴有视觉障碍的偏头痛，有时甚至出现一只眼睛暂时失明的症状。
- 偏头痛并发症通常用来描述长期或频繁的偏头痛和/或先兆症状，或伴有癫痫或脑损伤的情况。
- 疑似偏头痛则用来描述有偏头痛的某些特点，但并无足够的证据确诊偏头痛的情况（如用药过多的情况）。
- 慢性偏头痛属于一种偏头痛并发症，这种头痛符合偏头痛的诊断标准，但发病持续时间却比较长。特别是，发病时间达到在三个月内，每月发病时长超过或等于15天的情况。[65]

### 腹性偏头痛
针对腹性偏头痛的诊断颇具争议。有证据表明，不伴有头痛的周期性腹痛也许是偏头痛的一种类型。或者至少也是偏头痛的一种先兆。这种类型的疼痛和先兆一样，也许会或也许不会在之后出现偏头痛现象，这种疼痛通常会持续几分钟到几小时。在个人典型偏头痛或有偏头痛家族史的人群中，这种疼痛时常出现。其它被认为是先兆的症状包括：周期性呕吐症状和儿童良性阵发性眩晕。

### 鉴别诊断
出现与偏头痛类似症状的其它情况包括：颞动脉炎、丛集性头痛、急性青光眼、脑膜炎和蛛网膜下腔出血。颞动脉炎通常在50岁以上的人群中出现，表现为在太阳穴处的跳痛；丛集性头痛表现为单侧鼻塞、眼眶附近出现泪流、激痛；急性青光眼与视力问题相关联；脑膜炎则伴有发热；而蛛网膜下出血则发病非常迅速。紧张性头痛通常在头部两侧发生，其疼痛严重性和妨碍行动方面均不及偏头痛。

## 处理
治疗主要分三个主要方面：避免触发（见前述触发源）、控制急性症状和药物预防。在头痛发作前期就使用药物，会更加有效。频繁使用药物则可能导致用药过度性头痛，从而使得头痛愈发严重和频繁。使用曲普坦类药物、麦角胺和止痛剂时可能出现这种情况，尤其是麻醉性止痛剂。

### 预防性处理
偏头痛的预防性治疗包括：药物治疗、营养品、生活方式调整和手术治疗。在头痛频率每周超过两天、且无法忍受急性疼痛所用药物治疗的人群中，或激痛无法得到有效控制的人群中，推荐使用预防治疗。
其目的是减少偏头痛的发病频率、减轻痛感和/或缩短发病时长，从而提高症状治疗的有效性。另一个理由是，预防治疗还可避免用药过度性头痛。这是一个普遍的问题，可能导致慢性日常头痛。

#### 药物预防
如果偏头痛的预防药物能够减少至少50%的头痛发作频率或痛感，即视为有效用药。在用药指南中，托吡酯、双丙戊酸钠/丙戊酸钠、普萘洛尔和美托洛尔均在一线治疗药物中有着最高的使用频率，对药物的评价具有一致性；而对加巴喷丁的治疗有效性则褒贬不一。噻吗洛尔对于预防偏头痛，减轻偏头痛发作时的痛感和频率也有一定的效果，而夫罗曲普坦则对月经性偏头痛的预防比较有效。阿米替林和文拉法辛可能也会有效。肉毒杆菌毒素被发现可有效用于慢性偏头痛人群中，但对阵发性偏头痛却不太有效。

#### 器械和手术
医疗器械，如生物反馈技术和神经刺激器，在预防偏头痛方面颇具优势，主要使用在普通防偏头痛的药物禁用和用药过度的情况下。生物反馈技术帮助人们了解某些生理参数，从而通过控制这些参数来尝试放松，由此可能会对偏头痛的治疗有所作用。神经刺激使用类似于起搏器一样的可植入式神经刺激器来治疗棘手的慢性偏头痛，对严重病例有令人欣喜的改善效果。偏头痛手术涉及对头部和颈部附近的某些神经进行减压，这种方法也许可以适用于药物无法改善病况的人群。五年追蹤研究顯示，29%的病人從此頭痛不再發作，88％病患偏頭痛程度有改善一半以上效果。

#### 替代疗法

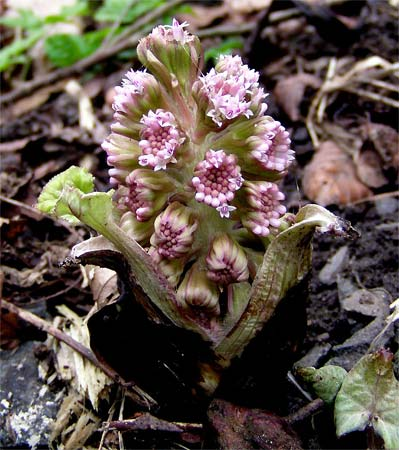
紫蜂斗菜的根茎提取物能够有效预防偏头痛。

针灸疗法也能有效治疗偏头痛。“真”针灸治疗和假针灸治疗均同样有效，且两者均比常规护理更加有效，它们产生的副作用也比预防性药物治疗要少。整脊矫正颈椎、物理疗法、按摩与放松也许和普萘洛尔或托吡酯在预防偏头痛方面的效果相当；但相关研究的方法尚存在问题。有初步证据显示以下方法也能带来好处：镁、辅酶Q10、核黄素、维生素B12，以及短舌匹菊，尽管尚需更好的试验来确认这些初步结果。在替代性药物中，蜂斗菜被证明效用最佳。

### 补救性治疗（处理发作）
推荐初始治疗可使用简单的镇痛药，如布洛芬和醋氨酚来治疗头痛，而使用止吐剂来治疗恶心，防止呕吐。特殊药剂，如曲普坦类或麦角胺则可在简单的镇痛药效果不佳时选用。若是藥物治療成效不佳，或是對於藥物副作用反應無法承受，可以考慮接受偏頭痛神經減壓手術。

#### 止痛剂
对于仅患有轻微或中度症状的人群推荐的初始治疗为简单的止痛剂，如非甾体类抗炎药（非类固醇抗炎药）或搭配使用对乙酰氨基酚、乙酰水杨酸和咖啡因。有证据显示一些非类固醇抗炎药的使用比较有效。布洛芬被证明在一半的使用人群中均能提供有效的疼痛缓解作用。双氯芬酸也被证明为有效药物。
阿司匹林可以缓解适度或严重偏头痛，其效力类似于舒马普坦。酮咯酸则有可用的静脉制剂形式。扑热息痛（又称对乙酰氨基酚），不论是单独使用还是与甲氧氯普胺搭配使用，均是另一种能够有效缓解症状且副作用低的治疗方式。怀孕期间直到妊娠晚期之前，均可安全使用对乙酰氨基酚、甲氧氯普胺和非类固醇抗炎药。

#### 曲普坦类药物
曲普坦类药物如舒马普坦对于高达75%的患病人群均能有效缓解疼痛和恶心症状。对于有中度到重度疼痛的人群，或对于症状比较轻微，但一般止痛剂无法起到效果的人群来说，上述药物可作为初始推荐治疗药物。可用药物形式包括口服、注射针剂、鼻喷剂和口含片。总体来说，所有的曲普坦类药物均同样有效，且副作用相似。但不同病患可能在使用某种具体药物时，效果更佳。大多数副作用均比较轻微，例如面部潮红等；但也出现过少量心肌缺血的病例。因此患有心血管疾病的患者不推荐使用这类药物。尽管一直以来不推荐对基底性偏头痛患者使用此类药物，但却没有具体的证据证明，使用这类药物会对此类人群造成伤害。这类药物不会使人上瘾，但如果每个月使用超过10天，则可能会导致用药过度性头痛。

#### 麦角胺
麦角胺和双氢麦角胺是以前用于治疗偏头痛的处方药，现在仍在使用，后者有鼻喷剂和注射针剂两种形式。它们同曲普坦类药物同样有效，但价格却更为低廉，且其副作用也通常为良性的。对于最为虚弱的病例，如持续性偏头痛患者，这些药物是最为有效的治疗方式。

### 其它治疗
其它备选治疗方案还包括静脉注射甲氧氯普胺或鼻内给予利多卡因。急诊患者则推荐使用甲氧氯普胺。在治疗偏头痛发作的标准方案中加入单次剂量的地塞米松静注，可使治疗后72小时内的头痛复发率下降26%。目前尚无证据支持脊柱推拿术可治疗持续性偏头痛。建议不要使用阿片类和巴比妥类药物进行治疗。

## 预后
偏头痛患者的远期预后是可变的。多数偏头痛患者会因病出现一段时间的劳动力丧失，然而通常来说患者病情还比较温和，而且与死亡率的增加也没有关联。偏头痛主要有四种模式：症状可完全消失；症状会持续存在，但随着时间逐渐减轻；症状以同样的频率和严重程度持续出现或者偏头痛发作变得愈加严重和频繁。
有先兆偏头痛似乎是发生缺血性卒中的一个危险因素，该病患者出现缺血性中风的风险是常人的两倍。年纪轻、女性、使用激素避孕以及吸烟都会进一步增加这种风险。有先兆偏头痛似乎与颈动脉夹层的发生也存在关联。而无先兆偏头痛似乎不是缺血性卒中的危险因素。该病与心脏问题的关系仍不确定，仅有一项研究支持存在这种关联。但总体看来，偏头痛似乎并没有增加患者死于卒中或心脏病的风险。对有先兆偏头痛的患者进行预防性治疗，可能会预防相关卒中的发生。

## 流行病学
| 无数据 <45 45–65 65–85 85–105 105–125 125–145 | 145–165 165–185 185–205 205–225 225–245 >245 |

偏头痛的伤残调整生命年，每10万 居民中，2002年
无数据
<45
45–65
65–85
85–105
105–125
125–145
145–165
165–185
185–205
205–225
225–245
>245

全球来看，约有15%的人群在一生中的某一个时段会受到偏头痛的影响。在美国，每年约有6%的男性和18%的女性出现过一次偏头痛，而他们一生中患偏头痛的风险分别为18%和43%。在欧洲，有12-28%的人在他们一生中的某个时候曾患过偏头痛，与此同时，约有6-15%的成年男性和14-35%成年女性每年至少出现一次偏头痛。在亚洲和非洲国家，偏头痛的发病率比西方国家略低一些。慢性偏头痛发生在大约1.4%至2.2%的人口当中。

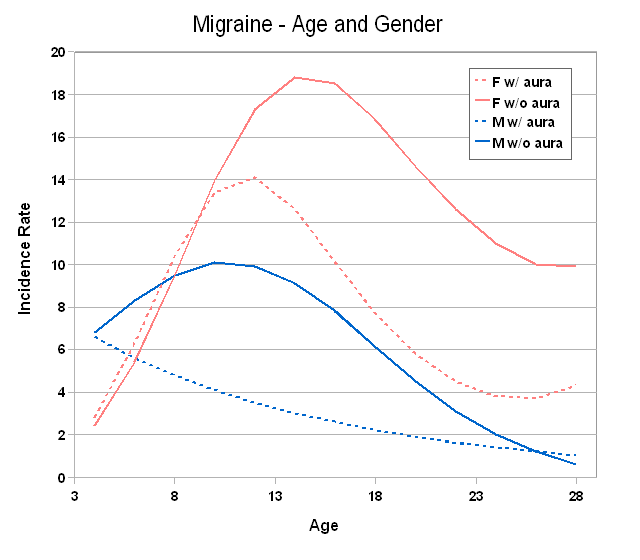
与年龄和性别相关的偏头痛的发病率

随着年龄增长，偏头痛发病率的变化很大：偏头痛的初次发病年龄常在15岁至24岁之间，这些患者在其35岁至45岁间的发作频率最高。约有1.7%的7岁儿童和3.9%的7岁到15岁儿童患有偏头痛，在青春期前，偏头痛在男孩中略多见一些。在青少年中，偏头痛在女性中的发病率要高一些，这种情况会随着年龄增长一直持续下去，到老年时，女性的发病率甚至达到了男性的两倍。在女性偏头痛患者中，无先兆偏头痛较有先兆偏头痛更为常见，而这两种类型偏头痛在男性中的发病率几乎相同。
女性在围绝经期症状常常会加重，但随着年龄增长会有所减轻。虽然约三分之二的老年人症状会消失，但仍有3-10%的老年患者症状会持续下去。

## 历史

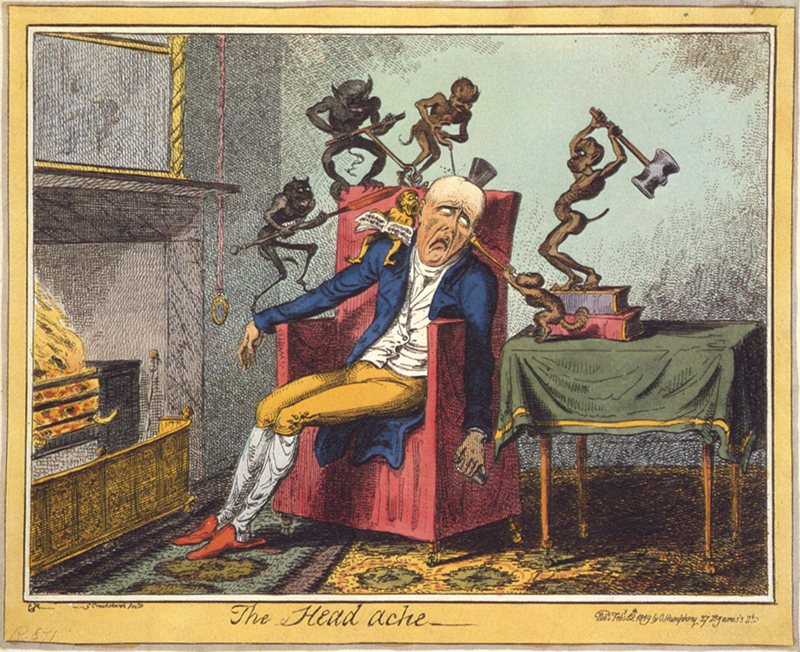
《头疼》，乔治·克鲁克香克（1819年）

大约在公元前1200年的古埃及埃伯斯纸草文稿一书中就出现了符合偏头痛症状的早期描述。在公元前200年，出自希波克拉底医学院的著作描述了在头痛前出现的视觉先兆以及呕吐可使症状得到部分缓解。

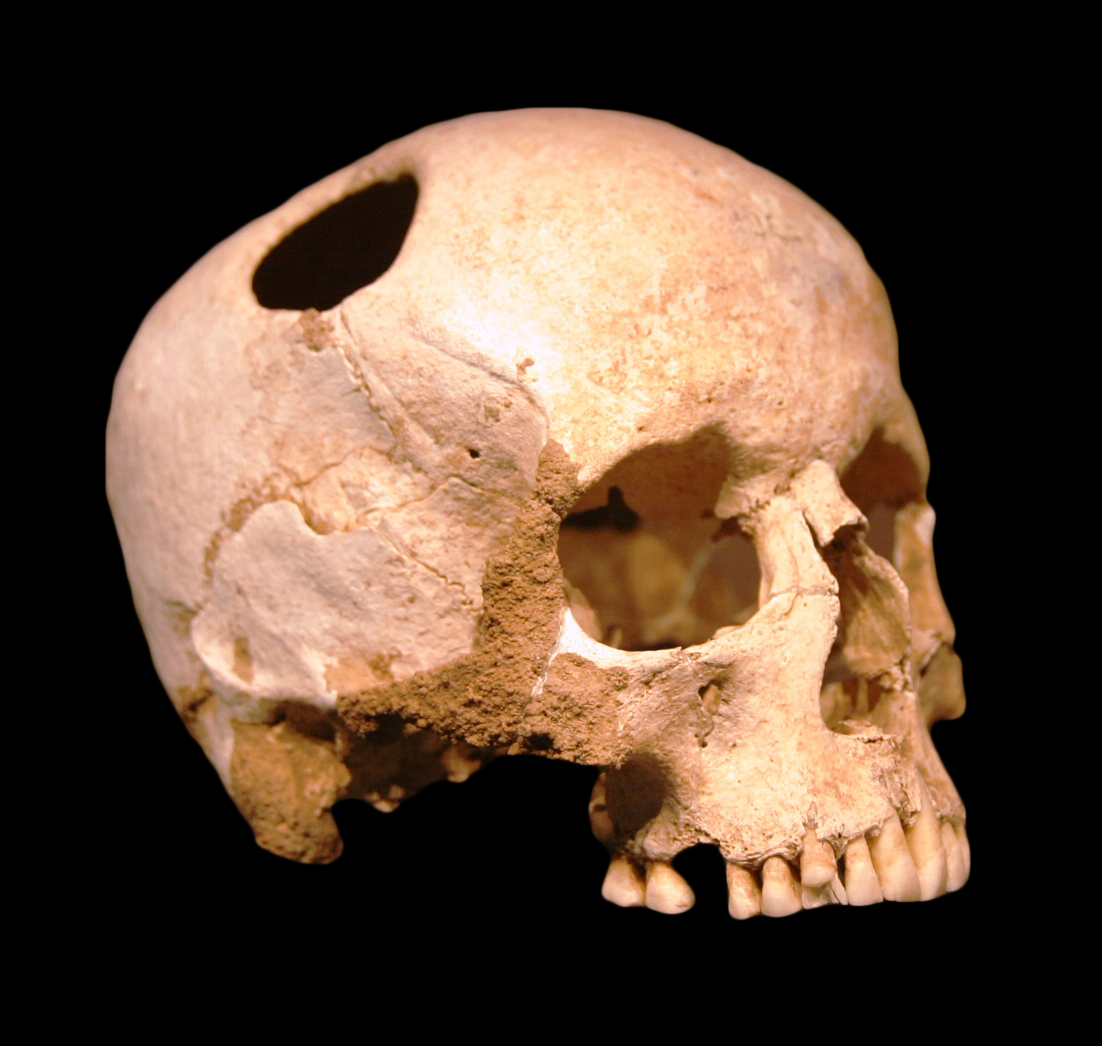
来自铁器时代的一个被环锯术的头骨。头骨上圆孔的边缘已被向内生长的新生骨组织磨圆，表明这个人在手术中幸存下来。

公元二世纪，卡帕多细亚的阿莱泰乌斯提出将头痛分为三种类型：cephalalgia、cephalea及heterocrania。随后，帕加马王国的盖伦使用了术语hemicrania（半个脑袋），由此最终衍生出词语偏头痛（migraine）；他还提出，这种疼痛产生于脑膜和头部血管。1887年，法国一位叫做路易斯·亚森特·托马斯的图书管理员首次提出将偏头痛分为两种类型——有先兆偏头痛（migraine ophthalmique）和无先兆偏头痛（migraine vulgaire）。
环锯术（在人的颅骨上钻孔）早在公元前7000年就开始盛行。虽然有些人活了下来，但很多人都因感染而死于此手术。当时人们认为这种手术是有疗效的，因为它能“让恶鬼消失”。17世纪时，威廉·哈维建议将环锯术作为偏头痛的一种治疗方法。
虽然人们尝试了多种治疗偏头痛的方法，但直到1868年才出现了一种最终被证明确有疗效的物质——这种物质便是麦角菌。1918年，科学家从麦角菌中分离出了麦角胺。二甲麦角新碱研发于1959年，随后在1988年，曲坦类的第一个药物——舒马曲坦也研发成功。在20世纪，随着对疾病的研究设计的发展，科学家逐渐发现并证实各种可有效预防偏头痛的措施。

## 社会与文化
偏头痛是产生医疗费用和造成劳动力损失是一个重要原因。据估计，在欧盟国家中，偏头痛是花费最高的神经系统疾病，每年的治疗相关费用超过270亿欧元。在美国，治疗偏头痛产生的直接费用估计高达170亿美元；这些费用中近十分之一用在了曲坦类药物上。而偏头痛造成的间接损失约为150亿美元，其中误工带来的损失所占比例最大。即使是那些愿意带病工作的人，其工作效率也降低了约三分之一。此外，偏头痛常常对患者的家庭也会产生负面影响。

## 研究方向
人们已经发现降钙素基因相关肽（CGRPs）参与了偏头痛相关疼痛的发病过程。CGRP的受体拮抗剂（如奥塞吉泮和替卡吉泮）已经在进行体外实验及相关临床研究，以期用于偏头痛的治疗。2011年，默克公司终止了旗下试验药物替卡吉泮的Ⅲ期临床试验。此外，经颅磁刺激术也展示出了广阔的前景。